# چاندکاتی
چاندکاتی (به لاتین: Chandkati) یک روستا در بنگلادش است که در استان باریسال و در ناحیه پیروج‌پور واقع شده‌است.